# Counting on Me
Counting on Me è un singolo di Purple Disco Machine in collaborazione con Aeroplane e Aloe Blacc, pubblicato il 17 dicembre 2016.

## Tracce
1. Counting on Me (feat. Aloe Blacc e Aeroplane) – 4:02

## Classifiche
| Classifica (2017) | Posizione massima |
| ----------------- | ----------------- |
| Belgio (Fiandre)  | 82                |
| Belgio (Vallonia) | 88                |